# Cuartel del Simancas

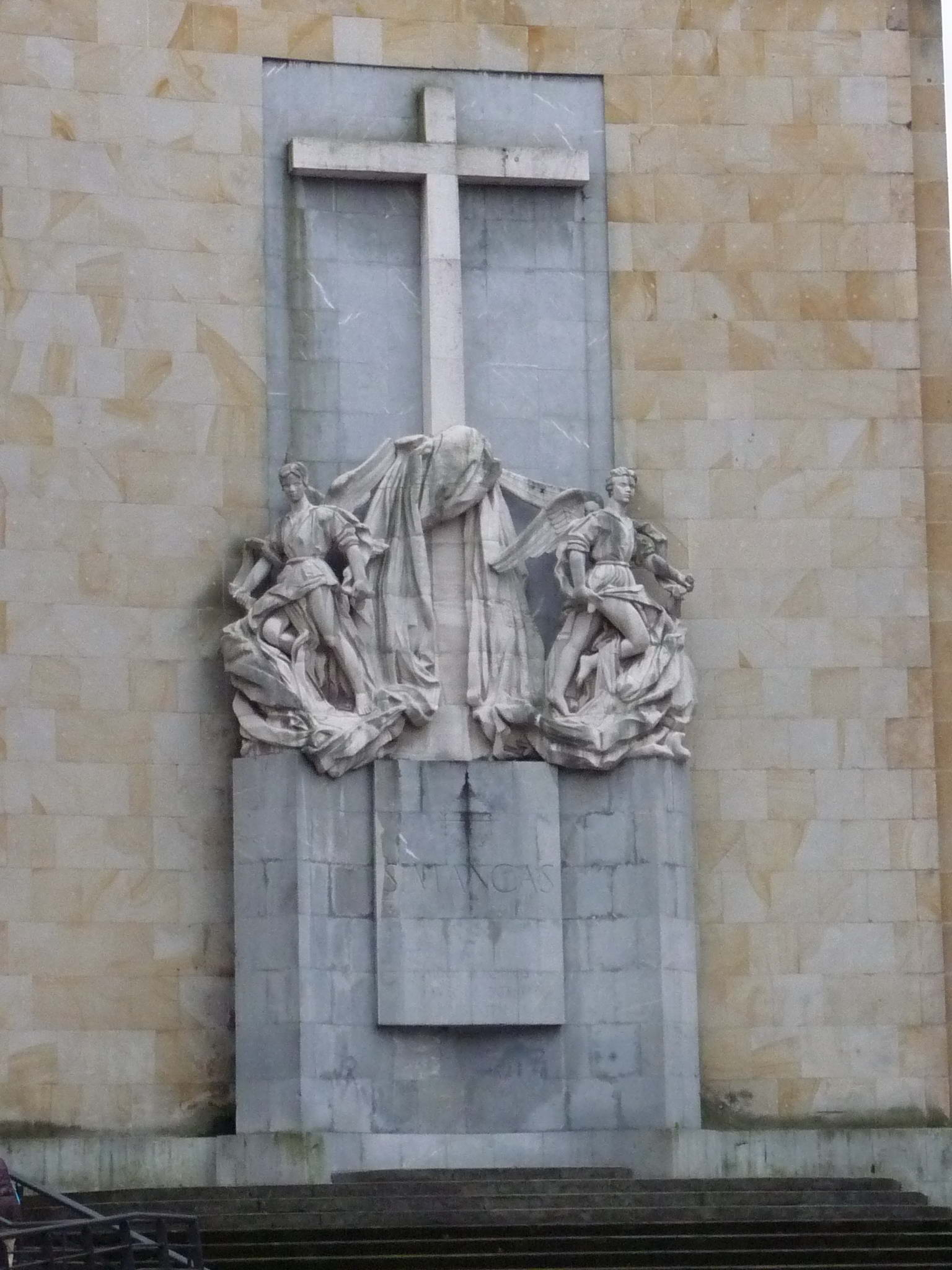
Monumento a los fallecidos en el asedio al cuartel del Simancas, obra de Manuel Álvarez Laviada.

Cuartel del Simancas es el nombre del cuartel donde se alojaba el Regimiento de Infantería de Montaña “Simancas” n.º 40 en la ciudad de Gijón (Asturias) España. Su asedio y asalto final durante la guerra civil española fue uno de los hechos más notorios de la contienda en Asturias.

## Localización
Se encuentra situado en un altozano de la ciudad de Gijón, conocido antiguamente como “El Real”, en la carretera a Ceares (actual avenida de los Hermanos Felgueroso), desde donde se domina una parte importante de la ciudad y su bahía, siendo un emplazamiento estratégico en aquella época.
El cuartel se ubicaba en el antiguo colegio de la Inmaculada, una construcción rectangular con un patio interior, estando su fachada orientada a poniente y ocupando el ala noroeste una iglesia, dedicada a la Virgen Inmaculada. Alrededor de este edificio y por su parte sur y este se encontraban las dependencias anexas, campos de fútbol e instalaciones deportivas que ocupaban un área mucho mayor que el edificio principal.

## Introducción
El cuartel se alojaba en las dependencias del antiguo colegio de los padres Jesuitas de Gijón, institución académica perteneciente a la Compañía de Jesús que había sido construido a instancias de éstos a finales del siglo XIX, concretamente en el año 1889. El colegio servía como centro de educación primaria y secundaria, teniendo capacidad para alojar alumnos en régimen de internados. Debido a la calidad de la enseñanza allí impartida, alcanzó pronto prestigio, llenándose de alumnos procedentes de Asturias y de otras regiones de España.
Con la llegada de la Segunda República tiene lugar la disolución de la orden de los Jesuitas y la incautación de todas sus propiedades. En 1932 se instala en las dependencias del antiguo colegio el Instituto Jovellanos, centro público de educación, y, tras la Revolución de octubre de 1934, el ministro Gil Robles ordena que las dependencias del antiguo colegio se conviertan en cárcel y posteriormente en cuartel para alojar al regimiento “Simancas”, situación en la que se encontraba al comenzar la Guerra Civil.

## Asedio del Cuartel
La Guerra Civil dio un protagonismo inesperado a este cuartel, llegándose a convertir en uno de los mitos de la contienda, comparándose a los asedios del Alcázar de Toledo y Cuartel de la Montaña de Madrid, aunque sin alcanzar las cotas de fama de estos últimos.
En julio de 1936, las fuerzas militares de Gijón se correspondían a las tropas del regimiento Simancas y a las del VIII batallón de ingenieros con guarnición en el cercano cuartel de "El Coto" (a solo unos cientos de metros de distancia). El jefe de este regimiento era el coronel Antonio Pinilla Barceló, comprometido con el alzamiento. Las unidades destinadas en el cuartel se pusieron de parte del alzamiento y tras la caída del cuartel del Coto se le sumaron los supervivientes del batallón de ingenieros.
Tuvo lugar entonces un asedio que duró hasta el  21 de agosto, en que las milicias obreras, con el apoyo de aviones y artillería, entraron en las ruinas del antiguo colegio. El asalto fue durísimo y la resistencia tenaz. Se sometió el edificio al bombardeo aéreo, al cañoneo de artillería de diferentes calibres y dinamita para derribar los muros del cuartel. La flota del bando nacional acudió en auxilio de los sitiados, especialmente el crucero Almirante Cervera. A este episodio se le conoce como la gesta del Asedio del cuartel de Simancas, convirtiéndose en uno de los mitos de la Guerra Civil por la dureza de los combates y de las circunstancias que en él se dieron.

## Reconstrucción
El edificio quedó en ruinas. En el año 1941 fue devuelto a sus antiguos propietarios, la Compañía de Jesús, y se comenzó su reconstrucción el 24 de agosto de 1942, manteniendo las formas y líneas constructivas de la anterior edificación en el mismo emplazamiento. El general Franco visitó las ruinas en septiembre de 1939 y concedió al colegio la Cruz Laureada de San Fernando, máxima condecoración militar española. Dicha cruz aparece en el escudo del actual colegio.
El 25 de julio de 1958 se inaugura el monumento a los héroes del Simancas, obra de Manuel Álvarez Laviada, situado en una de las esquinas de la plaza de entrada al centro. En la iglesia, en los laterales de la nave se hallan sendos monumentos con los restos de los defensores, con la imagen de dos ángeles portando un ramo de laurel y una placa con los nombres de los caídos en el asedio. Durante muchos años no era infrecuente que durante la construcción de viviendas en los alrededores del edificio se encontrasen restos de proyectiles de artillería.
Actualmente, a la entrada del colegio hay una sala que contiene una maqueta del edificio tras el asedio y una colección de restos tales como piezas de artillería, proyectiles, cascos y diverso material militar.